# (23060) Shepherd
(23060) Shepherd est un astéroïde de la ceinture principale d'astéroïdes.

## Description
(23060) Shepherd est un astéroïde de la ceinture principale d'astéroïdes. Il fut découvert le 7 décembre 1999 à Socorro (Nouveau-Mexique) par le projet LINEAR. Il présente une orbite caractérisée par un demi-grand axe de 2,60 UA, une excentricité de 0,08 et une inclinaison de 1,9° par rapport à l'écliptique.

## Compléments